# SYCN
SYCN (англ. Syncollin) – білок, який кодується однойменним геном, розташованим у людей на довгому плечі 19-ї хромосоми. Довжина поліпептидного ланцюга білка становить 134 амінокислот, а молекулярна маса — 14 405.
| 10         |  | 20         |  | 30         |  | 40         |  | 50         |
| ---------- |  | ---------- |  | ---------- |  | ---------- |  | ---------- |
| MSPLRPLLLA |  | LALASVPCAQ |  | GACPASADLK |  | HSDGTRTCAK |  | LYDKSDPYYE |
| NCCGGAELSL |  | ESGADLPYLP |  | SNWANTASSL |  | VVAPRCELTV |  | WSRQGKAGKT |
| HKFSAGTYPR |  | LEEYRRGILG |  | DWSNAISALY |  | CRCS       |  |            |

A: Аланін

C: Цистеїн

D: Аспарагінова кислота

E: Глутамінова кислота

F: Фенілаланін

G: Гліцин

H: Гістидин

I: Ізолейцин

K: Лізин

L: Лейцин

M: Метіонін

N: Аспарагін

P: Пролін

Q: Глутамін

R: Аргінін

S: Серин

T: Треонін

V: Валін

W: Триптофан

Задіяний у такому біологічному процесі, як екзоцитоз. 
Локалізований у мембрані, цитоплазматичних везикулах.